# Стивенсон, Уилли
Уи́льям Сти́венсон (англ. William Stevenson; 26 октября 1939 — 27 мая 2025) — шотландский футболист, играл на позиции флангового полузащитника.

## Биография

### Игровая карьера
В 1958 году Стивенсон присоединился к «Рейнджерс» и сразу стал игроком основного состава. Дебютировал в Первом дивизионе за «светло-синих» 25 октября 1958 года в матче против клуба «Стерлинг Альбион» — та встреча закончилась со счётом 2:2. Первые два сезона за «Рейнджерс» Стивенсон был основным игроком и выиграл чемпионский титул в 1959 году и Кубок Шотландии в 1960 году. После перехода в «Рейнджерс» Джима Бакстера потерял место в основном составе и следующие два сезона редко появлялся на поле.
Летом 1962 года отказался продлевать контракт с «Рейнджерс» и уехал в Австралию. Не получив играть разрешения в местном чемпионате, Стивенсон в октябре 1962 года стал игроком «Ливерпуля», который в те годы возглавлял Билл Шенкли. Трансфер Стивенсона составил 20 000 фунтов стерлингов, перебив тем самым предложение конкурентов из «Престон Норт Энд». Дебютировал за «красных» 3 ноября 1962 года в матче Первого дивизиона против «Бёрнли» — «Ливерпуль» проиграл 1:2. В составе «Ливерпуля» Стивенсон выиграл два чемпионских титула в 1964 и 1966 годах, а также Кубок Англии в 1965 году. В 1966 году в Финале Кубка обладателей кубков УЕФА «Ливерпуль» проиграл дортмундской «Боруссии» со счётом 1:2 в дополнительное время. В начале сезона 1967/68 Стивенсон проиграл конкуренцию молодому Эмлину Хьюзу и потерял место в составе. Всего во всех турнирах Стивенсон сыграл за «Ливерпуль» 241 матч и забил 18 голов.
В декабре 1967 года присоединился к «Сток Сити», который в то время возглавлял Тони Уоддингтон. Сумма трансфера составила 30 000 фунтов стерлингов. За «гончаров» Стивенсон сыграл во всех турнирах 112 матчей и забил 7 голов.
В 1973 году присоединился к «Транмир Роверс», в составе которого отыграл один сезон. Летом 1974 года играл в Канаде за «Ванкувер Уайткэпс». Затем он стал игроком «Маклсфилд Таун», за который отыграл один сезон и завершил игровую карьеру.

### Смерть
Скончался 27 мая 2025 года в возрасте 85 лет.

## Достижения
«Рейнджерс»
- Чемпион Шотландии (1): 1958/59
- Обладатель Кубка Шотландии (1): 1959/60

 «Ливерпуль»
- Чемпион Первого дивизиона (2): 1963/64, 1965/66
- Обладатель Кубка Англии (1): 1965
- Обладатель Суперкубка Англии (3): 1964, 1965, 1966